# Aleksandr Mitta
Aleksandr Mitta (en russe : Александр Наумович Митта, de son vrai nom Александр Наумович Рабинович, Aleksandr Naoumovitch Rabinovitch), né le 28 mars 1933 à Moscou (RSFSR, URSS) et mort le 14 juillet 2025 dans la même ville, est un réalisateur, scénariste et acteur soviétique puis russe.

## Biographie
Aleksandr Mitta naît dans une famille d'origine juive à Moscou. À la fin de ses études à l'Université d'État du génie civil de Moscou (ru) (MGSU), en 1955, Mitta choisit la carrière de graphiste caricaturiste et collabore avec plusieurs revues littéraires et humoristiques. Parallèlement, il devient élève de Mikhaïl Romm à l'Institut national de la cinématographie et en sort diplômé en 1960. Il prend le pseudonyme de Mitta, nom de famille d'un parent du côté maternel.
En 2001, il reçoit le prix TEFI, dans la catégorie Série-fiction, pour La Frontière : Roman de taïga. L'année suivante il est récompensé par un Nika, pour le scénario du même film.
Il est professeur à l'École du nouveau cinéma de Moscou créée en 2012.
Il est président du jury du festival Kinotavr 2013.
Il meurt le 14 juillet 2025 à Moscou, à l'âge de 92 ans.

## Filmographie partielle

### Comme réalisateur

#### Au cinéma
- 1961 : Mon ami Kolka (Друг мой, Колька!, Droug moï Kolka)
- 1962 : Sans peur ni reproche (Без страха и упрека, Bez strakha i uprioka)
- 1965 : Ouvrez, on sonne (Звонят, откройте дверь, Zvoniat, otkroïte dver)
- 1970 : Brille, mon étoile, brille (Гори гори, моя звезда, Gori, gori moïa zvezda)
- 1972 : Point, point et virgule (Точка, точка, запятая..., Totchka, totchka, zapiataia...)
- 1974 : Moscou, mon amour (Москва, любовь моя,  Moskva, lyubov moya) coréalisé avec Kenji Yoshida
- 1976 : Comment le tsar Pierre le Grand a marié un Noir (Сказ про то, как царь Пётр арапа женил, Skaz pro to, kak tsar Piotr arapa jenil)
- 1980 : L'Équipage (Экипаж, Ekipazh)
- 1982 : Le Conte des voyages (Сказка странствий, Skazka stranstvii)
- 1988 : Un pas (ru) (Шаг,  Shag)
- 1991 : Perdu en Sibérie (Затерянный в Сибири, Zateryannyy v Sibiri)
- 2002 : Un samedi ardent (ru) (Раскалённая суббота)
- 2013 : Chagall - Malevitch (Шагал — Малевич, Chagall - Malevitch)

#### À la télévision
- 2000 : La Frontière : Roman de taïga (série télévisée)

### Comme scénariste
- L'Équipage
- Perdu en Sibérie
- La Frontière : Roman de taïga
- Chagall - Malevitch

### Comme acteur
- 1967: Pluie de juillet - Alik

## Distinctions
- Prix du Komsomol (1972)
- Prix d'État de la fédération de Russie (2002), pour le scénario du film La Frontière : Roman de taïga
- Artiste du peuple de la fédération de Russie (2004)
- Ordre du Mérite pour la Patrie de 4e classe (2008)